# Comuna Polîți, Volodîmîreț
Polîți (în ucraineană Полиці) este o comună în raionul Volodîmîreț, regiunea Rivne, Ucraina, formată din satele Ivanci, Polîți (reședința), Soșnîkî și Vereteno.

## Demografie
Componența lingvistică a comunei Polîți
     Ucraineană (98,95%)
     Alte limbi (1,02%)
Conform recensământului din 2001, majoritatea populației comunei Polîți era vorbitoare de ucraineană (98,95%), existând în minoritate și vorbitori de alte limbi.